# Зморка Марлен Серверович
Марлен Серверович Зморка (нар. 1 липня 1993, Миколаїв) — український велогонщик, двічі призер чемпіонату Європи з шосейного велоспорту (2010 і 2015 років), виступає за команду «Amore & Vita-Prodir». Майстер спорту України міжнародного класу.

## Біографія
Закінчив Миколаївський ліцей та Миколаївське вище училище фізичної культури. Батько — професійний футболіст, нині займається виробництвом євровікон і меблів. Мати — домогосподарка, закінчила музичну школу по класу скрипки. Саме вона вибрала ім'я для сина як скорочення абревіатури «Маркс-Ленін». Є брат, який займається змішаними єдиноборствами на рівні любителя, і бабуся, яка живе в Туреччині
Марлен займається велоспортом з 2008 року, перший тренер — Віктор Іванович Калінчук. Виступав на українських змаганнях від Миколаївської області. Кумири у велоспорті — Віталій Буц, який виступав за професійну команду Lampre, і майстри роздільного старту Фаб'ян Канчеллара і Бредлі Увіггінс. Першу міжнародну медаль Марлен виграв у 2010 році на чемпіонаті Європи в турецькій Анкарі, посівши 3-е місце в індивідуальній гонці. За словами Марлена, за кілометр до фінішу стався прокол шини, який напевно позбавив Марлена перемоги в чемпіонаті. Далі він став чемпіоном країни в роздільній гонці, був другим у категорії «андери» серед юніорів, проте на чемпіонаті світу через недостатню підготовку посів 18-е місце.
Після переходу в італійську команду «Паллацаго» тренери зайнялися його індивідуальною підготовкою, що допомогло йому здобути, починаючи з 2012 року, дві перемоги в індивідуальному роздільному старті: одну на італійських змаганнях, іншу на міжнародних. Команду він вибрав, оскільки там в минулому виступали провідні українські велогонщики Ярослав Попович (бронзовий призер «Джиро д'італія»), Юрій Кривцов (володар Кубка світу) і Юрій Метлушенко (володар 18 перемог). Незважаючи на серйозні проблеми з адаптацією, протягом декількох місяців вивчив італійську мову.
На чемпіонаті Європи 2013 року в Чехії Марлен посів 4-е місце в гонці з роздільним стартом і потім був відправлений в групову гонку, проте  упав і отримав серйозні травми (тоді ж постраждав один польський гонщик, який тиждень пробув у комі, і білоруський гонщик, якому наклали два шви). У нього були вибиті два зуба, зламаний ніс і вилетіли два диска з хребта. У лікарні він переніс дві операції і пропустив усього місяць і три тижні. Після лікарняного Марлен став готуватися до чемпіонату світу і доїхав до фінішу в гонці, незважаючи на свою повну неготовність. Від сім'ї він приховав факт падіння, і тільки брат приїхав підтримати Марлена.
Захоплюється класичною музикою і шансоном, проживає в місті Бергамо. Близька подруга — Аріанна Фіданза, дочка колишнього чемпіона світу з велоспорту.

## Досягнення

### 2010
- Чемпіонат Європи, індивідуальна гонка, юніори

### 2011
- Чемпіонат України, юніори, гонка-критеріум

### 2012
- Чемпіонат України, до 23 років
- Меморіал Давида Фарделлі
- Чемпіонат Європи, індивідуальна гонка, до 23 років
- Чемпіонат світу, індивідуальна гонка, до 23 років

### 2013
- Віченца-Бьондо
- Трофей Раффаеле Марколь
- Чемпіонат України, індивідуальна гонка, до 23 років
- Чемпіонат Європи, індивідуальна гонка, до 23 років
- Трофей Чітта-ді-Сан-Вендемьяно
- ZLM Tour
- Гран-прі Сан-Джузеппе
- Чемпіонат світу, групова велогонка

### 2014
- Трофей туга-Умбро
- Кубок Сан-Сабіно
- Трофей Раффаеле Марколь
- Чемпіонат України, індивідуальна гонка, до 23 років
- Чемпіонат Європи, індивідуальна гонка, до 23 років
- Чіркуіто дель Порто

### 2015
- MaillotUcrania.PNG Чемпіонат України, індивідуальна гонка, до 23 років
- Чемпіонат Європи, індивідуальна гонка, до 23 років
- Трофей Чітта-ді-Сан-Вендемьяно
- Чемпіонат світу, індивідуальна гонка, до 23 років

### 2016
- Етап 1 (TTT), Міжнародний велотур Шарджа
- Кубок ОАЕ